# ジョン・ジェラード
ジョン・ジェラード（John Gerard、1545 – 1611 | 1612）は、イギリスの床屋外科、植物学者である。床屋外科の傍ら趣味で庭師をしており、1597年の著書 The Herball or Generall Hiftorie of Plantes.（本草書または植物の話）、通称「ジェラードの本草書」（Gerard's Herbal）で知られる。
ゴマノハグサ科の植物の属のひとつに Gerardia という名前がつけられた。現在はハマウツボ科の属、Agalinis のシノニムとなっている。

## 来歴
ジェラードはナントウィッチ（Nantwich）に生まれ、この地で教育を受けた。教育を受けたのは、生涯でこの時だけだった。ロンドンで徒弟に入り、床屋外科となった。植物学に興味をもって独学で学び、ホルボーンの家の近くに庭園をつくり、植物を集めて栽培・研究した。新世界への航海を行ったウォルター・ローリーやフランシス・ドレークと契約し、珍しい作物を集めたことでも知られる。ジェラードは、植物の知識を増やすために、船医になって世界を旅して学んだと主張しているが、実際は限られた場所にしか行っていない。おそらく一度、北海を渡る貿易船に、外科船医として雇われたことがあるのだろう。
1577年からエリザベス女王の顧問であったウィリアム・セシルに雇われ、彼の領地バーリー（Burghley）の庭園の責任者となり、1588年にはケンブリッジ大学に植物園の設立を提案した。
1596年に、自分の庭で栽培している植物の目録を出版した。1597年に主著、The Herball or Generall Hiftorie of Plantes.（本草書または植物の話、本草書または一般植物誌）を出版した。

## 評価
ジェラードは、イギリス植物学の基礎を作ったひとりと考えられている。しかし、正式に植物学を学んだことがなく、当時の批評家によると、専門知識に関しては、突出した植物学者ではなかった。。イギリスで最も名の知られた本草学者であり、植物学者の大場秀章は、イギリスやヨーロッパの本草学の時代における代表的な著作であるとも評価されていると述べている。その一方、植物学者・植物学史学者のアグネス・アーバーは、彼の仕事は名声に値するとは言えないと述べており、盗用を意図的に隠そうとしていたのではないかと指摘している。
The Herball or Generall Hiftorie of Plantes.は不完全で、大部分がフランドルの医師・植物学者レンベルト・ドドエンスの最後の著作『ペンプタデス』をはじめとする他の本からの盗用である。それにもかかわらず、出版以降最も愛された英語の本草書となった。トーマス・ジョンソンの改訂で内容が大幅に改善され、1633年に出版された改訂版は長く利用された。
盗用が多いが、当時栽培されていた植物を知るための有用な資料でもある。文学的な流れるような文体で、当時のイギリス人の生活と植物の関わりや民間伝承が生き生きと描かれており、風俗の歴史を知るうえでも欠かせない文献となっている。

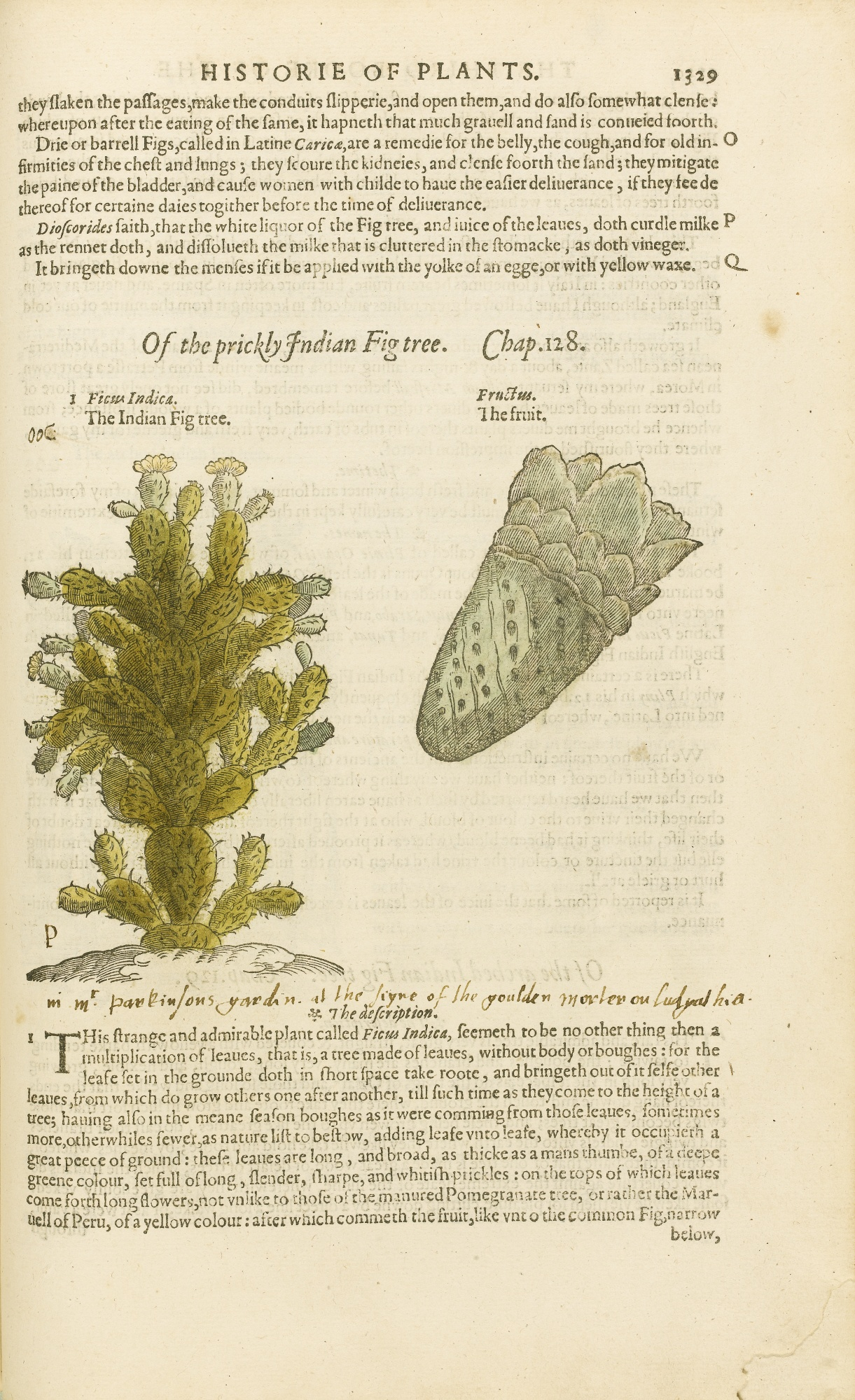
The Herball or Generall Hiftorie of Plantes., p. 1,329; オオガタホウケン (ウチワサボテンの一種)

## The Herball or Generall Hiftorie of Plantes
タイトルThe Herball or Generall Hiftorie of Plantes.は、現代の英語では「The Herbal or General history of Plants.」となるが、「The Herbal」は「本草書、ハーブ大全」、「or」はそれ以下がサブタイトルであることを示している。「General」は、特定のものだけでなく、その分野全体を扱っていること、「history」は「(自然界の)組織的記述、まとまった話」となり、「歴史」を意味しているわけではない。（ギリシャ語の「historia」は「調査」の意味に近い。）

### 出版の経緯
出版者のジョン・ノートンが、プリースト博士という人物にフランドルの医師・植物学者レンベルト・ドドエンスの最後の著作『ペンプタデス』の翻訳を依頼していたが、翻訳者は完成前に死去した。ジェラードは翻訳を引き継ぎ終わらせると、植物の配列をドドエンスのものからマティアス・デ・ロベルのものに改め、自分の著作としてThe Herball or Generall Hiftorie of Plantes.のタイトルで出版した。アグネス・アーバーは、ジェラードはこの本の冒頭でプリースト博士の翻訳原稿は散逸したと書いているが、「『よく考えぬいた嘘』だったとしか考えられない」と述べている。

### 当時の植物学の状況
ジェラードの時代、植物学は、ディオスコリデスの『薬物誌』を研究する時代から、植物そのものを観察・分類する時代に移り替わりつつあり、その初期の段階だった。The Herball or Generall Hiftorie of Plantes. の扉に、古代ギリシャの植物学者テオフラストスと古代ローマの本草家ディオスコリデスが配置されていることからも分かるように、この本のベースには、『薬物誌』をはじめとする古代のテキストがあり、本文にも頻繁に引用されている。

### 内容
レンベルト・ドドエンスとドドエンスの著作を翻訳したプリースト博士に内容の多くを依っており、木版画の大部分も以前に使われたものであった。1,480ページに及ぶ大著で、ジェラードの庭園から南アフリカまで、膨大な植物が木版画の図版入りで掲載されている。ハイクオリティな植物図版が豊富に収録されており、それらの絵の多くはドドエンスをはじめとするヨーロッパ大陸の本からとられ、ジャガイモなどの新しい植物は、オリジナルの図版が追加された。ジェラードは文章と図版を適切に組み合わせることができなかったため、1632年に出版業者が、マティアス・デ・ロベルに植物の識別に関する間違いの修正を依頼した。しかしジェラードはこれに我慢できなくなり、ロベルは英語を忘れてしまっているなどとして、訂正作業をやめさせた。
以下は『ペンプタデス』の他に取り入れた、もしくは盗用した先行研究である。
- レンベルト・ドドエンス（Rembert Dodoens）『クリュードベック』（Cruydeboeck）：ドイツの本草書。1554年に出版され、世界中で翻訳された。715の図版が掲載されている。ジェラードの本草書は、『クリュードベック』（Cruydeboeck）から数百の木版画の図版を流用している。ドドエンスの挿絵の版木は、アントワープからロンドンに船で運ばれ、印刷に使用された。[10]
- マティアス・デ・ロベル（Mathias de l’Obe）、Pierre Pena共著　Stirpium adversaria nova　：イギリスで1571年に出版された。第1版では1,500種の植物が掲載され、268枚の木版画の図版が掲載されていた。カロルス・クルシウス（Carolus Clusiu）、レンベルト・ドドエンス、ピエトロ・アンドレア・マッティオリ（Pietro Andrea Mattioli）の著書からの2,000以上の図版が取り入れられている。
- ヤーコブ・テーオドル（Jacobus Theodorus）　Eicones plantarum seu stirpium　：1590年にドイツで出版された。ドイツ植物学の父のひとりと言われるヤーコブ・テーオドル、通称タベルナエモンタヌス（Tabernaemontanus）の著書。16世紀初頭のさまざまな植物研究の成果を活用しており、ピエトロ・アンドレア・マッティオリ、レンベルト・ドドエンス、カロルス・クルシウス、マティアス・デ・ロベルなどの著書の内容や図版が取り入れてる。ジェラードの本草書の図版の大部分は、この本で用いられた図版の版木を使っている[5]。

### トーマス・ジョンソンによる改訂
1597年版のThe Herball or Generall Hiftorie of Plantes. は、ヨーロッパの植物研究の成果をまとめ、膨大な植物を紹介する大著だったが、誤記が多いなど批難をあびた。しかし、ジョン・パーキンソンの本草書が出版されるまで1世紀の間ライバルもなく、パーキンソンの著書の出版が噂されるまで改訂されなかった。噂が流れると、ジェラードの相続人は、著名な薬種商で植物学者のトーマス・ジョンソン（Thomas Johnson）に改訂を依頼した。ジョンソンは、薬種商としての経験・観察と、植物学者としての専門知識を生かして、大幅な修正と1,700ページにおよぶ加筆、植物と2,776枚の図版の追加を行い、歴史に関する優れた序論を書き加えた。
1633年に改訂版が出版され、実用的で役立つ本草書として人気を博した。この改訂でジェラードの版よりはるかに高い水準になり、信頼性の高い本草書としての地位を確立し、18世紀から19世紀のはじめまで植物学者に利用された。 改訂の度に植物が追加され、約2,800の植物の解説と約2,700のすばらしい図版が掲載された。今日私たちが親しんでいるハーブの多くがとりあげられており、それぞれの薬効が的確に記述されている。
ジョンソンは植物学の優れた自著も残したが、清教徒革命で王党派について戦い、戦闘の傷がもとで早世した。

### 北アメリカでの利用
北アメリカに移住したイギリス人たちは、ジョン・パーキンソンの本草書『植物学の世界』や本書を携行し、薬用植物の栽培に大いに役立てた。

## 著作
- The Herball or Generall Hiftorie of Plantes. London 1597
- Catalogus arborum, fruticum ac plantarum tam indigenarum, quam exoticarum. 1599
- The Herball or Generall Hiftorie of Plantes. (Johnson's edition) London 1633